# Элфинстоун, Уильям Джордж Кейт
Генерал-майор Уильям Джордж Кейт Элфинстоун (англ. William George Keith Elphinstone; 1782, Шотландия, Британская империя — 23 апреля 1842, Афганистан) — офицер Британской армии, командир 33-го пехотного полка и участник сражения при Ватерлоо. В 1840 году был назначен командующим британской армией в Кабуле. После начала афганского восстания было решено эвакуировать Кабул. Эльфинстоун руководил отступлением, которое началось 6 января 1842 года. Его армия была полностью уничтожена, он сам попал в плен и погиб в плену.

## Биография
Он родился в Шотландии в 1782 году, сын Уильяма Фуллертона Элфинстоуна, который был директором Британской Ост-Индской компании, и племянник адмирала Джорджа Кейта Элфинстоуна, 1-го виконта Кейта.
Эльфинстоун вступил в Британскую армию в 1804 году в качестве лейтенанта; он служил на протяжении всей Наполеоновской войны, поднявшись до звания подполковника к 1813 году, когда он стал командиром 33-го пехотного полка. Он участвовал в битве при Ватерлоо в 1815 году. За свои действия при Ватерлоо Эльфинстоун был награждён Орденом Бани, а также удостоен звания Рыцаря голландского ордена Вильгельма и русского ордена святой Анны 2-й степени (6/18 августа 1815 г.). Он покинул полк в 1822 году. После того как Эльфинстон был назначен полковником в 1825 году, он некоторое время служил адъютантом короля Георга IV.

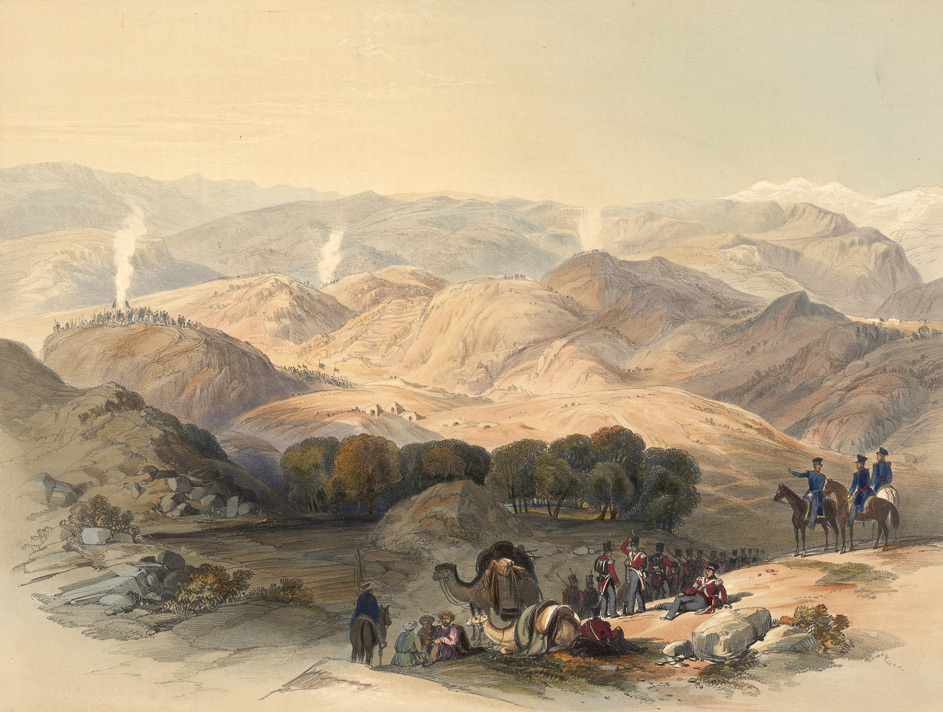
Роща и Долина Джугдуллука, где армия Эльфинстоуна провела свой последний бой в бедственном отступлении; Январь 1842 г. Нарисовано на месте Джеймсом Рэттреем.

Эльфинстоун был произведён в генерал-майоры в 1837 году, а в 1841 году во время Первой англо-афганской войны командовал британским гарнизоном в Кабуле численностью около 4500 человек, из которых 690 были европейцами, а остальные — индусами. Гарнизон также включал 12 000 гражданских лиц, включая солдатские семьи. Он был пожилым, нерешительным, слабым и нездоровым, и оказался совершенно некомпетентным для этой должности. Вся его команда была убита во время отступления англичан из Кабула в январе 1842 года.
Эльфинстоун умер в плену в Афганистане несколько месяцев спустя. Его тело было отправлено с небольшой охраной афганских солдат в британский гарнизон в Джелалабаде. «Верный» денщик Эльфинстоуна Мур, оставшийся с генералом, сопровождал тело. По дороге на них напала «группа соплеменников», но в итоге тело достигло гарнизона. Эльфинстон похоронен в безымянной могиле.